# Parafia Wniebowzięcia Najświętszej Maryi Panny w Jeziorach
Parafia Wniebowzięcia Najświętszej Maryi Panny w Jeziorze – parafia rzymskokatolicka w diecezji elbląskiej. Erygowana w 1957 roku przez biskupa warmińskiego Tomasza Wilczyńskiego.
Do parafii należą wierni z miejscowości: Jezioro, Markusy, Balewo, Gajewiec, Krzewsk, Węgle-Żukowo, Żółwiniec, Żurawiec. Tereny te znajdują się w gminie Markusy oraz w gminie Gronowo Elbląskie w powiecie elbląskim w województwie warmińsko-mazurskim.
Kościół parafialny w Jeziorze został wybudowany przez protestantów w 1899 roku, w 1949 roku przekazany Kościołowi katolickiemu. 